# First Hawaiian Center
First Hawaiian Center é um arranha-céu de 30 andares e 130 metros de altura e, atualmente, o maior edifício do estado norte-americano do Havaí e da cidade de Honolulu, a maior cidade do estado. É a sede corporativa mundial do First Hawaiian Bank, o maior e mais antigo banco sediado no Havaí. A torre é um dos edifícios mais conhecidos de Honolulu, com uma presença marcante no horizonte do centro do de Honolulu.

## Descrição
Localizado na 999 Bishop Street no centro de Honolulu perto do Bishop Park, o First Hawaiian Center é a sede mundial do First Hawaiian Bank, Hawai da mais antiga empresa de banco e de bilhões de dólares estabelecida por Charles Reed Bishop, consorte da Princesa Bernice Pauahi Bishop.

## Arquitetura
O planejamento do First Hawaiian Center foi polêmico quando os moradores do Havaí ficaram preocupados com o efeito que os arranha-céus teriam sobre a paisagem havaiana. Os arquitetos estavam comprometidos com o uso de arquitetura havaiana usados na maioria dos projetos urbanos de Honolulu contemporâneos como os empregados por arquitetos do Hawaii Convention Center.
Duas formas arquitetônicas distintas resultaram no acordo, uma para o lado makai de frente para o oceano e outra para o lado malka de frente para as montanhas. As janelas com persianas horizontais emolduravam as vistas do mar e do horizonte, enquanto as janelas com proporção vertical ficavam de frente para as montanhas.